# Бухарска област
Бухарска област (на узбекски: Buxoro viloyati или Бухоро вилояти) е една от 12-те области (вилояти) на Узбекистан. Площ 39 400 km² (3-та по големина в Узбекистан, 8,79% от нейната площ). Население на 1 януари 2019 г. 1 899 500 души (9-о място по население в Узбекистан, 5,67% от нейното население). Административен център град Бухара. Разстояние от Ташкент до Бухара 616 km.

## Историческа справка
Най-старият град в Бухарска област е Бухара, който е и един от най-древните градове в Средна Азия, като първите официални исторически сведения за него са от 830 г. Девет града в областта са признати за такива по време на съветската власт в периода от 1929 г. до 1981 г., а най-младият град е Шафиркан (от 1995 г.) утвърден за такъв след признаването на независимостта на Узбекистан. Бухарска област е образувана на 15 януари 1938 г. и е наследник на съществуващия дотогава Бухарски окръг. На 6 март 1941 г. югоизточният Сурхандарински окръг е отделен от областта и е преобразуван в Сурхандаринска област. На 20 януари 1943 г. Кашкадарински окръг е преобразуван в Кашкадаринска област, съществувала до 20 януари 1960 г., когато отново е включена в състава на Бухарска област, а на 7 февруари 1964 г. за втори път е отделена в самостоятелна Кашкадаринска област. На 20 април 1982 г. от северните и североизточните райони на Бухарска област и части от Самаркандска област е образувана Навойска област. След тази дата границите на Бухарска област не са променяни.

## Географска характеристика
Бухарска област е разположена в югозападната част на Узбекистан. На югозапад граничи с Туркменистан, на северозапад – с Хорезъмска област и Каракалпакската автономна република, на север и изток – с Навойска област и на югоизток – с Кашкадаринска област. В тези си граници заема площ от 39 400 km² (3-то място по големина в Узбекистан, 8,79% от нейната площ). Дължина от северозапад на югоизток 330 km, ширина от североизток на югозапад 230 km.
Релефът на областта представлява слабо хълмиста, леко наклонена на северозапад равнина. Голяма част от територията ѝ е заета от пустинята Къзълкум, на отделни места със закрепени с пустинна растителност пясъчни дюни. В северната ѝ част, по границата с Навойска област, в централната част на Къзълкум се издига уединеното възвишение Кулджуктау с връх Башкутумди 785 m (40°47′35″ с. ш. 64°01′34″ и. д. / 40.793056° с. ш. 64.026111° и. д.), най-високата точка на областта. Югоизточната ѝ част е заета от широката и плодородна долина на река Зеравшан.
Климатът е рязко континентален със сравнително мека зима и продължително, горещо и сухо лято. Средна януарска температура -2 °C, а средна юлска 30 °C. Годишната сума на валежите е 125 – 175 mm. Продължителността на вегетационния период (минимална денонощна температура 5 °C) в град Бухара е 217 денонощия.
Основната водна артерия в областта е река Зеравшан, която в долното си течение се губи в пясъците на Къзълкум и образува временни солени езера. На запад по границата с Туркменистан преминава малък участък от долното течение на Амударя, водите на която, както и на Зеравшан се използват основно за напояване.
Почвите в напояваните райони (заемат 1,6% от поземления фонд) са ливадни, алувиални и блатно-ливадни. В пустинно-пасбищните райони преобладават светлосивите, пясъчните и гипсоносните почви. В пустинните райони растат храсти (джузгун, астрагал и др.), ефемери и ефемероиди (пясъчна острица, метличина), житни треви и малки горички от саксаул. Пустинният животински свят е представен от антилопи (джейран и сайга), пустинен вълк, пустинна лисица, многочислени гризачи (лалугер, пустинна мишка), влечуги (гущери, змии, костенурки), а от птиците се срещат саксаулна сойка, пустинарка, степно коприварче и др.

## Население
На 1 януари 2019 г. населението на Бухарска област област е наброявало 1 899 500 души (5,67% от населението на Узбекистан). Гъстота 48,21 души/km². Градско население 32%.

## Административно-териториално деление
В административно-териториално отношение Бухарска област се дели на 11 административни района (тумани), 11 града, в т.ч. 2 града с областно подчинение и 9 града с районно подчинение, 62 селища от градски тип и 2 градски района в Бухара.

### Административни райони (тумани)
1. Алатски район – административен център гр. Алат, селища от градски тип 8 броя: Бурибек, Ганчи Чандър, Кесакли, Киртай, Солакараул, Талкансаят, Узбекистан, Човдур
2. Бухарски район – административен център гр. Галаасия, селища от градски тип 6 броя: Арабхана, Дехча, Подшойи, Рабатак, Урта-Навуметан, Хумини-Боло
3. Гиждувански район – административен център гр. Гиждуван, селища от градски тип 11 броя: Абади, Бештува, Гаждумак, Джовгари, Зафарабад, Кулиджабар, Мазраган, Узанон, Хатча, Чагдари, Юкари Ростгуй
4. Жондорски район – административен център сгт Жондор селища от градски тип 8 + 1 броя: Бурибаги, Далмун, Жондор, Кулиян, Самончук, Табагар, Ушат, Хазарман, Чарзана
5. Кагански район – административен център гр. Каган, селища от градски тип няма
6. Каракулски район – административен център гр. Каракул, селища от градски тип 12 броя: Бандбаши, Даргабаг, Джигачи, Караходжи, Кувача, Мирзакала, Саят, Солур, Чандирабад, Шурабад, Яккалам, Янгикала
7. Караулбазарски район – административен център гр. Караулбазар, селища от градски тип няма
8. Пешкунски район – административен център сгт Янгибазар, селища от градски тип 2 + 1 броя: Пешку, Шаугон
9. Ромитански район – административен център гр. Ромитан, селища от градски тип 3 броя: Кокуштуван, Хаса, Юкари-Газберон
10. Шафиркански район – административен център гр. Шафиркан, селища от градски тип 8 броя: Гулямта, Джуйрабад, Искагари, Куючукурак, Мирзакул, Талисафед, Ундаре, Чандир
11. Вабкентски район – административен център гр. Вабкент, селища от градски тип 2 броя: Харгуш, Ширин

### Градове

#### Градове с областно значение
- Бухара
- Каган

#### Градове с районно значение
- Алат
- Вабкент
- Газли
- Галаасия
- Гиждуван
- Каракул
- Караулбазар
- Ромитан
- Шафиркан

## Стопанство
Бухарската област има много природни ресурси, най-вече природен газ (най-големите находища в Средна Азия), нефт, графит, бентонит, мрамор, сяра, варовик и строителни материали. Най-развитите индустриални отрасли са нефтопреработването, текстилна промишленост, преработка на памук и други видове лека промишленост. Традиционните узбекски занаяти като керамика, гравиране и бродиране също са застъпени. Бухарската област е център за развъждането на Каракулската овца.